# Mateusz Bychowiec
Mateusz Bychowiec herbu własnego (zm. w 1683 roku) – pisarz ziemski trocki w latach 1669-1683, podwojewodzi trocki w latach 1664-1670, sędzia grodzki trocki w latach 1661-1663.
Poseł sejmiku trockiego na sejm 1665 roku, sejm 1667 roku.
Był elektorem Michała Korybuta Wiśniowieckiego z województwa trockiego w 1669 roku.